# Chorthippus curtipennis
Chorthippus curtipennis är en insektsart som först beskrevs av Harris, T.W. 1835.  Chorthippus curtipennis ingår i släktet Chorthippus och familjen gräshoppor.

## Underarter
Arten delas in i följande underarter:
- C. c. curtipennis
- C. c. californicus